# 出口神暁
出口 神暁（でぐち しんぎょう　1907年5月30日 – 1985年3月9日）は、日本の蔵書家、郷土史家。

## 経歴
岸和田市の称名寺の長男として生まれる。平安中学校卒業。岸和田市役所書記等を勤めたのち、1947年、称名寺住職を継ぐ。市役所勤務のころから、郷土資料の収集・研究を行い、のちに反町茂雄から「異常に熱心な郷土資料の蒐集家」と評された。1943年4月に蔵書をもとに鬼洞文庫を設立。蔵書は、現在は関西大学図書館や大阪歴史博物館などに収められている。1949年には和泉文化研究会を設立し、機関誌として『流木』（のち『和泉志』と改題）を創刊し、また和泉文化研究会図書館の館長も務めた。その他に「鬼洞叢書」や「和泉史料叢書」として史料集の編纂刊行を行った。岸和田市文化財保護専門委員長、財団法人大阪文化財センター評議員も歴任した。
文化財保護功労により、勲六等単光旭日章を受章。